# Louňová
Louňová (en allemand : Launau) est une commune du district de Plzeň-Sud, dans la région de Plzeň, en République tchèque. Sa population s'élevait à 104 habitants en 2022.

## Géographie
Louňová se trouve à 6 km au sud de Spálené Poříčí, à 26 km au sud-est de Plzeň et à 83 km au sud-ouest de Prague.
La commune est limitée par Spálené Poříčí au nord, par Nové Mitrovice et Čížkov à l'est, par Sedliště et Srby au sud, et par Ždírec et Blovice à l'ouest.

## Histoire
La première mention écrite de la localité date de 1358.

## Transports
Par la route, Louňová se trouve à 7 km de Blovice, à 33 km de Plzeň et à 103 km de Prague.